# Orbiting Astronomical Observatory

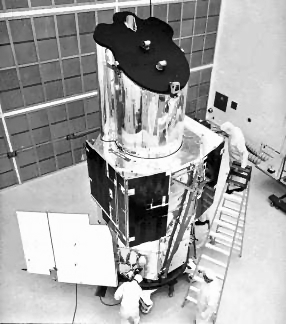
Az OAO-3 előkészítés közben

Az OAO (Orbiting Astronomical Observatory) csillagászati műholdakat a NASA indította 750 km magasságú Föld körüli pályára 1966 és 1972 között. Főleg ultraibolya tartományban végeztek megfigyeléseket.

## Műholdak
(zárójelben az indítás dátuma)
- OAO-1 (1966. április 8.)
- OAO-2 (1968. december 7.)
- OAO-B (1970. november 30.)
- OAO-3 (1972. augusztus 21.)

### OAO-1
Hét tudományos műszere volt. A küldetés egy meghibásodás miatt sikertelen. A műhold 1769 kg tömegű volt.

### OAO-2
Az OAO-1 továbbfejlesztése nyolc műszerrel. Négy évig működött. Több ezer felvételt készített különböző égitestekről.

### OAO-B
Sikertelen volt az indítása.

### OAO-3
A műholdat Kopernikuszról nevezték el. Műszerei: UV-teleszkóp, röntgendetektor, színképelemző. Vizsgálta a Naprendszer égitestjeit, a csillagközi anyagot és a égbolt röntgenforrásait (fekete lyukak, pulzárok stb.).

## Külső hivatkozások

### Magyar oldalak
- Az OAO program[halott link]